# Geografia lingüística

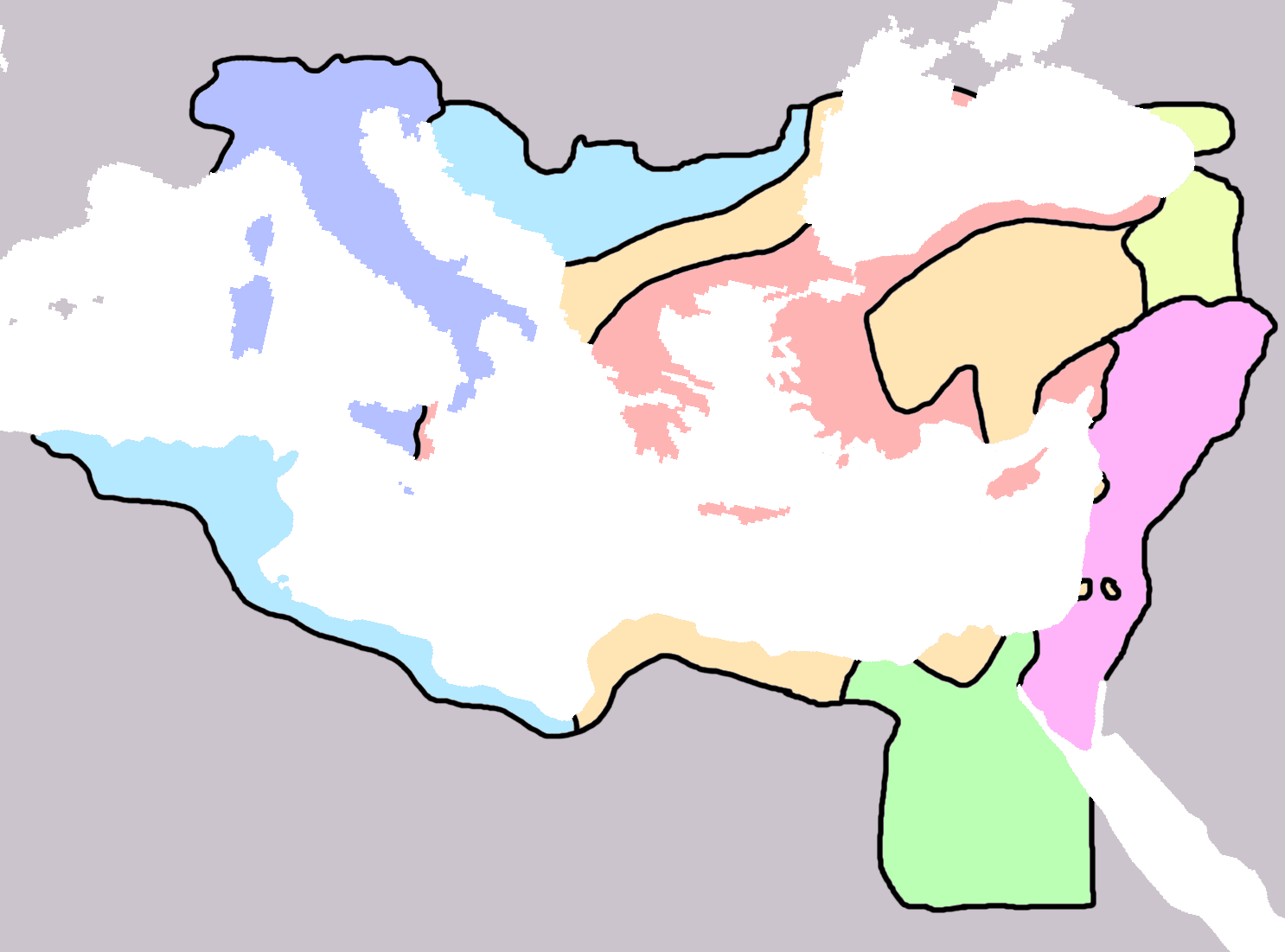
Un mapa amb divisions lingüístiques simplificades dels territoris romans d'Orient de Justinià I.
Grec
Grec i llengües indígenes
Llatí
Llatí i llengües indígenes
Arameu
Copte
Armeni i llengües caucàsiques

La geografia lingüística és la branca de la geografia humana que estudia la distribució geogràfica de les llengües i dels elements que les constitueixen. També pot referir-se a estudis sobre com la gent parla del paisatge, com ara la toponímia. L'etnoecologia del paisatge, també coneguda com etnofisiografia, és l'estudi de les ontologies del paisatge i de com s'expressen en el llenguatge.
Hi ha dos camps d'estudi principals de la geografia de la llengua:
1. geografia de les llengües, que s'ocupa de la distribució a través de la història i l'espai de les llengües,[3] i s'ocupa de "l'anàlisi dels patrons de distribució i de les estructures espacials de les llengües en contacte".[4]
2. geolingüística, com a subdisciplina de la geografia, és l'estudi dels "processos polítics, econòmics i culturals que afecten l'estatus i la distribució de les llengües".[5] Quan es percep com una subdisciplina de la lingüística que incorpora la lingüística de contacte, una definició que ha aparegut ha estat "l'estudi de llengües i dialectes en contacte i en conflicte amb diverses tendències socials, econòmiques, ideològiques, polítiques i altres tendències contemporànies pel que fa tant a una determinada localització geogràfica com a escala planetària".[6]

S'han suggerit diversos altres termes i subdisciplines, cap, però, sense gaire difusió, incloent:
- geografia lingüística,[8] que tracta les variacions regionals d'una llengua determinada,[9][10][11][12][7] també anomenada geografia dialectal, que alguns consideren una subdivisió de la geolingüística.[5]
- una divisió dins de l'examinació de la geografia lingüística que separa els estudis del canvi en el temps i l'espai;[13]

Molts estudis en el que ara s'anomena lingüística de contacte han investigat l'efecte del contacte lingüístic. L'expansió territorial de grups lingüístics ha donat com a resultat la superposició de llengües en àrees de parla existents, en lloc de la substitució d'una llengua per una altra. Per exemple, després de la conquesta normanda d'Anglaterra, el francès antic es va convertir en la llengua de l'aristocràcia, però l'anglès mitjà va romandre la llengua de la majoria de la població.

## Geografia lingüística
La geografia lingüística, com a camp, està dominada pels lingüistes més que pels geògrafs. Charles WJ Withers descriu la diferència com a resultat d'un enfocament en "elements del llenguatge, i només després amb la seva variació geogràfica o social, en oposició a la investigació dels processos que provoquen el canvi en l'extensió de les àrees lingüístiques". Peter Trudgill diu, "la geografia lingüística ha estat geogràfica només en el sentit que s'ha ocupat de la distribució espacial dels fenòmens lingüístics". S'ha posat més èmfasi en l'explicació que en la simple descripció dels patrons de canvi lingüístic. Aquest moviment ha anat paral·lel a preocupacions similars en geografia i estudis lingüístics. Alguns estudis han prestat atenció a l'ús social de la llengua i a les variacions socials i ocupacionals.
Burchfield conclou: "La resolució d'aquests punts de vista oposats no és possible... el futur dels estudis dialectals i l'estudi de les distincions marcades per classe és probable que sigui d'interès considerable per a tothom".
A Anglaterra, la geografia lingüística s'ha centrat tradicionalment en l'anglès rural, més que en l'anglès urbà. Una producció comuna dels investigadors lingüístics de dialectes és el mapa ombrejat i puntejat que mostra on acaba una característica lingüística i una altra comença o se superposa. Al llarg dels anys s'han publicat diverses recopilacions d'aquests mapes per a Anglaterra, com ara l'English Dialect Dictionary (1896-1905) de Joseph Wright, el Survey of English Dialects (1962-1968) i l'Atles Lingüístic d'Anglaterra (1978).